# Abwehrgruppe-110
Abwehrgruppe-110 – oddział rozpoznawczo-wywiadowczy Abwehry podczas II wojny światowej
Grupa była podporządkowana Abwehrkommando-3. Początkowo występowała jako Sonderkommando OKB-PO. Działała na okupowanej Białorusi w pasie działań niemieckiej 3 Armii Pancernej gen. Georga-Hansa Reinhardta. Na jej czele stał płk Soberal, a następnie ppor. Lange. Werbunek agentury był prowadzony spośród jeńców wojennych z Armii Czerwonej osadzonych w obozach jenieckich na Białorusi. Agenci byli wykorzystywani na okupowanych terenach ZSRR, a także byli przerzucani przez linię frontu.